# Maison du 2 place du Martray
La maison du 2 place du Martray est située sur la commune de Paimpol en France.

## Localisation
La maison est située sur la commune de Paimpol dans le département des Côtes-d'Armor, dans la région Bretagne.

## Description
La maison date de 1581. La façade principale présente encore deux portes aux jambages sculptés, inspirés d'écussons, banderoles et moulures disposés à mi-hauteur sur ses pieds-droits renflés par un anneau bas au niveau des plinthes. Pilastres et colonnettes engagés continus sur ces motifs pour soutenir la corniche du linteau de l'entrée. Au-dessus de l'une de ses ouvertures jumelées, une fenêtre conserve son entourage complet : pierre de soutien, pilastres se décrochant à l'entablement, architrave, frise et corniche, fronton triangulaire. Une niche formée de quatre granit horizontaux moulurés et en saillie la superpose.

## Historique
La maison est inscrite partiellement au titre des monuments historiques par arrêté du 7 août 1964.

## Protection
Éléments protégés : les façades et toitures.